# Андује Невил
Андује Невил (фр. Andouillé-Neuville) насеље је и општина у северозападној Француској у региону Бретања, у департману Ил и Вилен која припада префектури Рен.
По подацима из 2005. године у општини је живело 626 становника, а густина насељености је износила 39 становника/km². Општина се простире на површини од 12,61 km². Налази се на средњој надморској висини од 60 метара (максималној 111 m, а минималној 52 m).

## Демографија
| 1962. | 1968. | 1975. | 1982. | 1990. | 1999. | 2011. |
| ----- | ----- | ----- | ----- | ----- | ----- | ----- |
| 408   | 428   | 398   | 365   | 423   | 504   | 817   |

График промене броја становника у току последњих година